# John Constantine

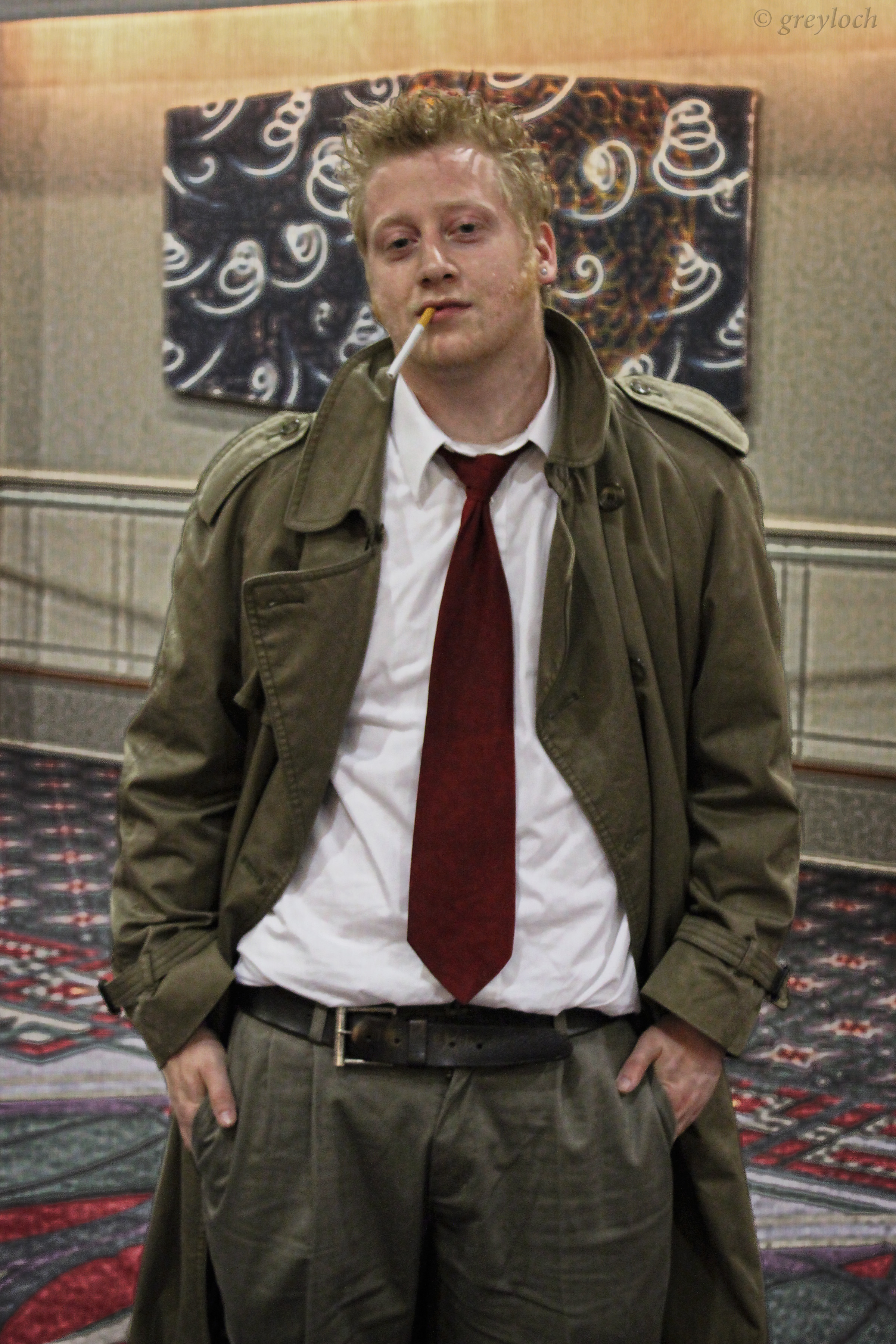
Fan als John Constantine verkleidet beim Cosplay auf der Comic-Con 2012

John Constantine ist eine fiktive Figur aus dem DC-Comic-Universum, die ursprünglich vom Comicautor Alan Moore für die US-amerikanische Horrorcomicreihe Swamp Thing entwickelt wurde und in The Saga of Swamp Thing #37 (Juni 1985) ihren ersten Auftritt hatte. Mit Hellblazer folgte eine eigene Comicreihe und später ein Film und eine TV-Serie mit Constantine als Hauptfigur.

## Aussehen
Constantine ist ein stets Trenchcoat tragender Magier. Er hat große Ähnlichkeit zum Musiker Sting bzw. dessen Figur Ace im Film Quadrophenia.

## Geschichte
Ab 1988 trat Constantine in seiner eigenen Comicserie Hellblazer (auch John Constantine, Hellblazer) auf, die vom Autor Jamie Delano und vom Zeichner John Ridgway erarbeitet wurde. Die Serie, ursprünglich ein Ableger der Comicserie Swamp Thing, wurde lange Zeit von Vertigo, einer mehr auf erwachsene Leser ausgerichteten Unterabteilung von DC Comics, herausgegeben. Sie behandelte die Abenteuer des übernatürlich begabten Detektivs und Antihelden zwischen Himmel und Hölle.
Seit dem verlagsweiten Flashpoint-Ereignis wurden viele ursprünglich der Hauptkontinuität von DC entstammende Titel wieder in diese integriert. Der Titel Hellblazer war dabei als Zugpferd von Vertigo zwar die Ausnahme, denn die Serie wurde fortgeführt. Parallel trat die Figur des John Constantine aber auch im Rahmen der Justice League Dark (2011 bis 2015; 44 Ausgaben), einer Gerechtigkeitsliga, die sich aus Okkultisten und Zauberern zusammensetzte, in der Hauptkontinuität auf, wobei die jeweiligen Abenteuer nicht miteinander verwoben waren.
Die Hellblazer-Serie wurde im Jahr 2013 mit der US-Ausgabe #300 eingestellt und von der Reihe Constantine (2013 bis 2015; 23 Ausgaben) abgelöst, die Bestandteil des neuen DC-Universums war (The New 52, 2011 bis 2016). Nach der Einstellung der Reihe, erschien im Rahmen von DC You (2015) die Serie Constantine: The Hellblazer (2015/16; 13 Ausgaben). Als alle Serien im DC-Universum im Rahmen von DC Rebirth (2016/17) erneut gestartet wurden, lief The Hellblazer an (2016 bis 2018; 24 Ausgaben).

## Adaptionen

### Film
2005 kam eine Hellblazer-Verfilmung unter dem Titel Constantine in die Kinos. Den Titelhelden spielte Keanu Reeves, eine Tatsache, die vielen Fans missfiel, da der Schauspieler kaum Ähnlichkeit mit der Comicfigur hat. Zum Film wurde auch ein Computerspiel entwickelt.

### Serien
2014 strahlte der US-amerikanische Sender NBC die Fernsehserie Constantine als Bestandteil des Arrowverse aus, in der der britische Schauspieler Matt Ryan die Hauptrolle des John Constantine spielt. Verantwortlich zeichnete u. a. David S. Goyer, der bereits mehrere Comics des DC-Universums für Kino und TV adaptierte. Die Serie wurde aufgrund niedriger Zuschauerzahlen nach 13 Folgen mit Ende der ersten Staffel eingestellt. Später trat Matt Ryan jedoch weitere Male als John Constantine auf: als Gastdarsteller in der vierten Staffel der Serie Arrow (2015), die auf den Green-Arrow-Comics von DC basiert, und ab Staffel 3 als fester Bestandteil der Serie Legends of Tomorrow (2018/19).
Am 24. März 2018 lief mit Constantine: City of Demons bei CW Seed nach Vixen und Freedom Fighters: The Ray die dritte animierte Webserie im Dienst an. Hauptfigur in dieser Serie ist ebenfalls John Constantine. Bislang gibt es eine Staffel mit fünf Episoden, die je eine Länge von 6 bis 7 Minuten haben. Anders als die vorangegangenen CW-Seed-Serien ist Constantine: City of Demons nicht Teil des Arrowverse, sondern ist im Universum von Justice League Dark angesiedelt.
In der 2022 veröffentlichen Netflix-Serie Sandman tritt der Charakter Constantine als Johanna Constantine auf.

## Sonstiges
Von Empire online wurde Constantine hinter Superman und Batman zum drittgrößten Comicbuchcharakter gewählt.